# Powerful
"Powerful" é uma canção do projeto de música eletrônica Major Lazer. É o segundo single do álbum Peace Is the Mission (2015), que apresenta os vocais da artista musical britânica Ellie Goulding e do cantor jamaicano Tarrus Riley. A música está presente na trilha sonora da telenovela brasileira A Regra do Jogo.

## Composição
A música é descrita como uma "poderosa balada EDM" e sua natureza soul, pop e R&B levou os críticos a rotulá-la como uma das canções mais acessíveis ao rádio no álbum. Ela foi escrita por Thomas Pentz, Maxime Picard, Picard Clement, Ilsey Juber, Fran Hall e o cantor de reggae Tarrus Riley; mais tarde, a composição teria destaque com os vocais da cantora britânica Ellie Goulding. A canção é um afastamento do estilo dancehall original do grupo Major Lazer, sendo este single apelidado como uma balada por muitos jornalistas. Liricamente, a canção fala sobre um outro significativo "poder" do protagonista sobre eles, como quando tocam em eletricidade. Ela também faz conotação ao sexo. O refrão da canção foi usada pela primeira vez na série de TV Major Lazer, do FXX, um mês antes de a música completa ser lançada, no episódio "Vampire Weekend".

## Vídeo musical
O vídeo musical foi lançado em 23 de julho de 2015. Ele apresenta tanto Goulding e Riley usando poderes telecinéticos para levantar objetos e arruinar uma pequena lanchonete. O tema do clipe é rotulado como "sobrenatural" e foi dirigido por James Slater.

## Lista de faixas
- Download digital[8]

1. "Powerful" (com a participação de Ellie Goulding e Tarrus Riley)

## Desempenho nas tabelas musicais
| Tabela musical (2015)                             | Melhor posição |
| ------------------------------------------------- | -------------- |
| Austrália (ARIA)                                  | 7              |
| Austrália (Australia Dance Charts)                | 1              |
| Áustria (Ö3 Austria Top 75)                       | 55             |
| Bélgica (Ultratop 50 de Flandres)                 | 30             |
| Bélgica (Ultratop 50 da Valônia)                  | 33             |
| República Checa (Rádio Top 100)                   | 89             |
| República Checa (Singles Digitál Top 100)         | 47             |
| Dinamarca (Hitlisten)                             | 39             |
| França (SNEP)                                     | 78             |
| O campo songid é OBRIGATÓRIO PARA PARADA ALEMÃ    | 90             |
| Hungria (Single Top 40)                           | 31             |
| Irlanda (IRMA)                                    | 77             |
| Itália (FIMI)                                     | 31             |
| Países Baixos (Dutch Top 40)                      | 31             |
| Países Baixos (Single Top 100)                    | 73             |
| Nova Zelândia (Recorded Music NZ)                 | 20             |
| Polónia (Polish Airplay Top 100)                  | 7              |
| Escócia (Scottish Singles Chart)                  | 93             |
| Eslováquia (Rádio Top 100)                        | 60             |
| Suíça (Schweizer Hitparade)                       | 53             |
| Reino Unido (OCC UK Indie)                        | 3              |
| Reino Unido (UK Singles Chart)                    | 54             |
| Estados Unidos (Billboard Hot 100)                | 83             |
| Estados Unidos (Billboard Dance/Electronic Songs) | 9              |

## Certificações
| País (Empresa)       | Certificação | Vendas  |
| -------------------- | ------------ | ------- |
| Austrália (ARIA)     | Platina      | 70,000^ |
| Nova Zelândia (RMNZ) | Ouro         | 7,500   |